# Mikulin AM-35
El Mikulin AM-35 fue un motor de aviación refrigerado por líquido desarrollado en la Unión Soviética, basado en la versión de alta potencia AM-34FRN del modelo previo AM-34, entrando en producción en 1940. El motor era muy similar al Mikulin AM-38 empleado en los Ilyushin Il-2, de hecho ambos motores se fabricaban en la misma planta de Kuybyshev, lo que finalmente llevó al cese de su producción en favor del más avanzado.

## Especificaciones (AM-35A)
- Tipo: 12 cilindros en V a 60°
- Diámetro: 160 mm
- Carrera: 190 mm
- Desplazamiento: 46,66 litros
- Peso: 830 kg
- Longitud:2,402 metros
- Anchura: 866 mm
- Altura: 1,089 metros
- Alimentación: carburador
- Refrigeración: líquida
- Potencia: 993 kW (1.350 hp) a 2.050 rpm
- Potencia específica: 21,6 kW/L
- Compresión: 7:1
- Sobrealimentación: M-100, centrífugo de dos velocidades con intercambiador de calor
- Relación potencia/peso: 1,21 kW/kg

## Empleado en
- Ilyushin Il-2
- MiG-1
- MiG-3
- Petlyakov Pe-8